# دواين إيفانز
دواين إيفانز (24 يناير 1992 ببوليغ بروك في الولايات المتحدة - ) (بالإنجليزية: Dwayne Evans)‏ هو لاعب كرة سلة أمريكي في مركز هجوم قوي الجسم.

## وصلات خارجية
- دواين إيفانز على موقع الدوري الأوروبي لكرة السلة (الإنجليزية)
- دواين إيفانز على موقع دوري كرة السلة الياباني للمحترفين (اليابانية)
- دواين إيفانز على موقع كرة السلة الأوروبية.كوم (الإنجليزية)
- دواين إيفانز على موقع كلية كرة السلة في سبورتس رفرنس.كوم (الإنجليزية)
- دواين إيفانز على موقع ريلجم (الإنجليزية)
- دواين إيفانز على موقع بروبوليرز (الإنجليزية)
- دواين إيفانز على موقع سبورتس رفرنس (الإنجليزية)